# USS Iwo Jima (CV-46)
L'USS Iwo Jima (CV-46) è stata una portaerei pianificata che avrebbe dovuto far parte della classe Essex  La costruzione iniziò all'inizio del 1945, ma l'11 agosto la Marina annullò il contratto. Rimase in uno stato incompiuto fino al 1949, quando il suo scafo fu demolito prima di essere varato.
Insieme alla USS Reprisal fu l'unica delle unità della classe a non essere completata.